# Aire urbaine de Lillebonne
L'aire urbaine de Lillebonne est une aire urbaine française centrée sur l'unité urbaine de Lillebonne. Composée de 10 communes, elle comptait 25 090 habitants en 2013.
Entre 1999 et 2010, son périmètre a fortement augmenté à la suite de l'absorption de l'aire urbaine de Notre-Dame-de-Gravenchon.

## Composition selon la délimitation de 2010
| Nom                      | Code Insee | Statut           | Superficie (km2) | Population (dernière pop. légale) | Densité (hab./km2) |
| ------------------------ | ---------- | ---------------- | ---------------- | --------------------------------- | ------------------ |
| Anquetierville           | 76022      |                  | 4,08             | 329 (2022)                        | 81                 |
| La Frénaye               | 76281      |                  | 10,02            | 2 079 (2022)                      | 207                |
| Grand-Camp               | 76318      |                  | 4,91             | 763 (2022)                        | 155                |
| Lillebonne               | 76384      |                  | 14,66            | 8 708 (2022)                      | 594                |
| Norville                 | 76471      |                  | 11,69            | 996 (2022)                        | 85                 |
| Petiville                | 76499      |                  | 16,74            | 1 179 (2022)                      | 70                 |
| Port-Jérôme-sur-Seine    | 76476      | commune nouvelle | 30,5             | 10 392 (2022)                     | 341                |
| Saint-Maurice-d'Ételan   | 76622      |                  | 14,24            | 288 (2022)                        | 20                 |
| Saint-Nicolas-de-la-Haie | 76626      |                  | 3,15             | 408 (2022)                        | 130                |
| La Trinité-du-Mont       | 76712      |                  | 2,06             | 917 (2022)                        | 445                |

### Évolution de la composition
- 1999 : 2 communes (dont 2 forment le pôle urbain)
- 2010 : 13 communes (dont 4 forment le pôle urbain)
  - La ville isolée de Notre-Dame-de-Gravenchon et la commune multipolarisée de La Trinité-du-Mont sont absorbées par l'unité urbaine de Lillebonne (+2)
  - Touffreville-la-Cable et Triquerville, qui appartenaient à l'aire urbaine de Notre-Dame-de-Gravenchon, sont ajoutées à la couronne du pôle urbain (+2)
  - Anquetierville, Auberville-la-Campagne, Grand-Camp, Norville, Petiville, Saint-Maurice-d'Ételan et Saint-Nicolas-de-la-Haie sont ajoutées à la couronne du pôle urbain (+7)
- 2016 : 10 communes (dont 4 forment le pôle urbain)
  - Notre-Dame-de-Gravenchon fusionne avec Auberville-la-Campagne, Touffreville-la-Cable et Triquerville pour former Port-Jérôme-sur-Seine

## Caractéristiques en 1999
D'après la définition qu'en donne l'INSEE, l'aire urbaine de Lillebonne est composée de 2 communes, situées dans la Seine-Maritime. Ses 11 304 habitants font d'elle la 343e aire urbaine de France.
2 communes de l'aire urbaine sont des pôles urbains.
Le tableau suivant détaille la répartition de l'aire urbaine sur le département (les pourcentages s'entendent en proportion du département) :
| Département    | Communes | Communes (%) | Superficie (km²) | Superficie (%) | Population (1999) | Population (%) |
| -------------- | -------- | ------------ | ---------------- | -------------- | ----------------- | -------------- |
| Seine-Maritime | 2        | 0,3          | 24,68            | 0,4            | 11 304            | 0,9            |